# رعاية تتمحور حول الأسرة
رعاية تتمحور حول الأسرة (بالإنجليزية: Family centered care)‏، الرعاية التي تتمحور حول الأسرة أو الرعاية التي تتمحور حول العلاقات هي أحد الأساليب الأربعة التي توفر رؤية موسعة لكيفية العمل مع الأطفال والأُسر. تتكون الخدمة المتمحورة حول الأسرة من مجموعة من القيم، المواقف والمقاربات في تقديم الخدمات للأطفال ذوي الاحتياجات الخاصة وأسرهم. في بعض البيئات التي تركز على الأسرة مثل برنامج مستشفى هاسبرو الجزئي للأطفال، يتم دمج الخدمات الطبية والنفسية للمساعدة في تعليم الآباء والأطفال المرض طُرق علاجه. تدرك الخدمة التي تركز على الأسرة أنّ كل أسرة فريدة من نوعها، وإنّ الأسرة هي العامل الثابت في حياة الطفل، وأنّهم خبراء في قدرات الطفل واحتياجاته. تعمل الأسرة مع مقدمي الخدمات لاتخاذ قرارات مستنيرة بشأن الخدمات وتدعم الطفل والأسرة. في الخدمة التي تتمحور حول الأسرة، يتم مراعاة نقاط القوة واحتياجات جميع أفراد الأسرة.
تعكس الخدمة المتمحورة حول الأسرة تحولًا من التركيز التقليدي على الجوانب الطبية الحيوية لحالة الطفل إلى الاهتمام برؤية الطفل في سياق أسرته والاعتراف بأولوية الأسرة في حياة الطفل. تجادل المبادئ لصالح نهج يحترم الأسرة كأجزاء متكاملة ومتساوية من فريق الرعاية الصحية. من المُتوقع أن يؤدي هذا النهج إلى تحسين جودة وسلامة رعاية المريض من خلال المساعدة في تعزيز التواصل بين العائلات ومهنيي الرعاية الصحية. علاوة على ذلك، من خلال الأخذ باعتبار كلًا من مدخلات ومخاوف الأسرة / المريض، تشعر الأسرة بالراحة في العمل مع المهنيين على خطة رعاية، ويكون المهنيون «على أهبة الاستعداد» فيما يتعلق بما تتوقعه العائلات من التدخلات الطبية والنتائج الصحية. في بعض الأنظمة الصحية، يعمل المرضى وأفراد أسرهم كمستشارين للمستشفى من أجل تقديم مدخلات يمكن أن تؤدي إلى جهود عامة لتحسين الجودة. تؤدي المقاربات التي تركز على الأسرة لتدخل الرعاية الصحية بشكل عام إلى تخصيص أكثر حكمة لموارد الرعاية الصحية، فضلاً عن زيادة رضا المريض والأسرة.

## الأسرة
تعني «الأسرة» أي شخص (أشخاص) يلعب دورًا مهمًا في حياة الفرد. قد يشمل ذلك شخصًا (أشخاصًا) غير مرتبطين قانونًا بالفرد الذي يعمل كمدافعين. يشمل أفراد «الأسرة» الأزواج، الشركاء المنزليين، وكلاهما من جنسين مختلفين. تشمل «الأسرة» والد أو والديّ المريض القاصر، بغض النظر عن جنس أي من الوالدين. لأغراض سياسة الزيارة فقط، يجب تفسير مفهوم الأبوة بحريّة دون قيود على أنه يشمل الوالدين القانونيين، والآباء بالتبني، والوالدين، وزوجة الأب، وأولئك الذين يخدمون في مكان الوالدين (بدلاً من الوالد)، وغيرهم من الأشخاص العاملين في أدوار تصريف الأعمال.
طُوّرَ هذا التعريف للأسرة بالتشاور مع المجلس الاستشاري لمؤشر المساواة في الرعاية الصحية والرابطة الطبية وأعضاء اللجنة المشتركة. مثل غالبية تعريفات «الأسرة» الواردة في سياسة المستشفى المقدمة، يُؤَسِس هذا التعريف مفهومًا واسعًا وشاملًا للأسرة. يقدم أفراد الأسرة الذين تم تعدادهم على وجه التحديد التوجيه الصحيح للموظفين ويمنعون التفسير المتحيز على عكس ذلك. لا يشمل مفهوم «الشركاء المنزليين» الوارد في هذا التعريف الشراكات المحلية فحسب، بل يشمل جميع العلاقات المعترف بها قانونًا، بما في ذلك الاتحادات المدنية وترتيبات المستفيدين المتبادلة. يركز التعريف أيضًا على تعريف وظيفي للأبوة على النحو المحدد في دور الفرد باعتباره راعيًا لطفل قاصر. تم تصميم هذا لضمان وصول الزائر للأفراد الأكثر مسؤولية عن رعاية مريض قاصر، حتى إذا كانت علاقة القائم بالرعاية تفتقر إلى الاعتراف الرسمي بموجب قانون الولاية المعمول به.
يضع تعريف «الأسرة» العاملين بالمستشفى على علم بالطبيعة الفريدة للأبوة في سياق الزيارة. في حين أن التعريف يتطلب منح الأفراد القائمين على الرعاية حق الوصول إلى المرضى القاصرين، فإن وضع القائم بالرعاية لا يحمل بالضرورة الحقوق المصاحبة للوضع الأبوي القانوني. على سبيل المثال، قد يفرض قانون الولاية المعمول به أن الوالد البيولوجي أو الوصي فقط هو الذي يقرر مسار الرعاية الطبية لطفل قاصر.

## دور الأسرة
بينما تختلف الطُرق المحددة لتنفيذ نهج الرعاية التي تتمحور حول الأسرة من منشأة إلى أخرى، فإن الإجراءات متشابهة إلى حد ما. عند الدخول، يقوم المريض عادةً بتعيين شخص أو شخصين ليكونوا بمثابة «شركاء الرعاية» الأساسيين. يناقش طاقم القبول أسباب القبول مع المريض و «شركاء الرعاية» والمعايير الصحية المطلوبة لخروج المريض.
ثم يشارك «شركاء الرعاية» بشكل معقد في رعاية المريض من خلال فريق الرعاية الصحية الحاضِر بأكمله، بما في ذلك الأطباء والممرضات وخبراء التغذية والأخصائيون الاجتماعيون وغير ذلك. في كل مرحلة، يناقش «شركاء الرعاية» والمرضى مع أخصائيي الرعاية الصحية نتائج الاختبارات، والحالة الصحية الحالية للمريض، ونوع الأشياء التي يمكن توقعها على مدار اليوم، وأهداف الخروج من المستشفى. «شركاء الرعاية» مدعوون للمشاركة في التدخلات التمريضية، بما في ذلك الاستحمام والتغذية ومساعدة طاقم التمريض في تحريك المريض ومساعدة المريض في التمرين أو التحرك في الوحدة. «شركاء الرعاية» مدعوون أيضًا للقيام بدور نَشِط في «الجولات»، وتقديم الملاحظات وطرح الأسئلة التي تعكس رغباتهم ورغبات أو مخاوف المريض.
يتم تلقين «شركاء الرعاية» أيضًا عناصر مختلفة من سياسة تشغيل المستشفى، مثل قواعد الوقت والزيارة. يُسمح بعد ذلك «لشركاء الرعاية» عمومًا بإدارة الالتزام بهذه السياسات بطريقة تساعد على الشفاء والفطرة السليمة للمريض-على سبيل المثال، من خلال إدارة عدد الزوار الموجودين في غرفة المريض.

## المميزات والعيوب
ظهرت الرعاية المتمحورة حول الأسرة كمفهوم مهم في الرعاية الصحية في نهاية القرن العشرين؛ لكن تطبيق الرعاية التي تتمحور حول الأسرة واجه مجموعة متنوعة من العقبات. قبل أوائل التسعينيات، كانت العلاقة بين مقدمي الرعاية والمرضى بعيدة. يركز النموذج التقليدي للرعاية على الأطباء، والتوقع بأن المرضى وأسرهم سيتولون دورًا سلبيًا كمراقب، وليس كمشارك. تم التعامل مع الشفاء إلى حد كبير على أنه مسألة مجردة أو شبيهة بالعمل. تم اعتبار الطلبات الخاصة من قبل المريض على أنها تتدخل في توفير رعايته أو حتى أنها تضر بصحته. الأفكار الحديثة مثل الزيارة المفتوحة أو شركاء الرعاية لم يسمع بها أحد تقريبًا ورُفضت عمومًا باعتبارها مستحيلة التحقيق. وقد تضاعف ذلك من خلال تنفيذ منظمات الصيانة الصحية، التي سادت بنجاح تكاليف الرعاية الصحية المتزايدة في السبعينيات على حساب العلاقة بين المريض والعاملين في مجال الرعاية الصحية.
انبثق الكثير من العمل المبكر المتعلق بالرعاية التي تتمحور حول الأسرة من مجالي طب الأطفال وكبار السن؛ على سبيل المثال، عندما ظهر البحث حول آثار فصل الأطفال في المستشفى عن عائلاتهم، بدأت العديد من مؤسسات الرعاية الصحية في تبني سياسات ترحب بأفراد الأسرة ليكونوا مع أطفالهم على مدار الساعة. مع زيادة الوعي بأهمية تلبية الاحتياجات النفسية والاجتماعية والشاملة ليس فقط للأطفال، بل لجميع المرضى، بدأ نموذج الرعاية المرتكزة على الأسرة في إحراز تقدم جاد كنموذج للتدخل الجيد. في الولايات المتحدة، تم تشجيع هذا بشكل أكبر من خلال التشريعات الفيدرالية في أواخر الثمانينيات وأوائل التسعينيات من القرن الماضي، والتي قدمت مصادقة إضافية على أهمية المبادئ التي تركز على الأسرة.
وبدءًا من منتصف التسعينيات (على الرغم من ظهور عناصر الرعاية المتمحورة حول الأسرة في أوائل الثمانينيات)، إلا أن هذا الوضع بدأ يتغير. بدأت الدراسات تظهر أن العديد من الأضرار المفترضة للرعاية التي تتمحور حول الأسرة كانت ضئيلة أو غير مدعومة بالبحث أو غير صحيحة. أظهرت دراسة أجريت في عام 2001 أنّ الزيارة المفتوحة لها تأثير ضئيل أو معدوم على المعايير الفسيولوجية مثل معدل ضربات القلب وضغط الدم ومعدل التنفس وعدم انتظام ضربات القلب والضغط بين الجمجمة. في الواقع، أشارت الأدلة إلى أن مستويات القلق والصحة العامة للقلب والأوعية الدموية قد تأثرت بشكل إيجابي بعد تنفيذ الرعاية التي تركز على الأسرة، مما أدى إلى تقليل التدخلات الطبية المطلوبة (العلاجات الفيزيائية (العلاج الطبيعي) أو الكيميائية على وجه الخصوص). وُجد مجال آخر مثير للقلق، وهو مكافحة الإنتان والعدوى، أنه طالما تم تعليم زوار المريض الإجراء التعقيم المناسب (مثل غسل اليدين واستخدام مطهر اليدين)، فإن نتائج مكافحة العدوى لم تتأثر سلبًا بالزيارات غير المقيدة.
كما تأثرت رعاية المرضى بشكل إيجابي. انخفضت معدلات إزالة الجليد في المرافق ذات الرعاية التي تتمحور حول الأسرة بشكل كبير. في إحدى الدراسات، وُجد أن المرضى الذين يتلقون رعاية تتمحور حول الأسرة كانوا أكثر عرضة لمعايير خطط الرعاية الطبية والتمريضية (مثل شرب كمية سوائل كل ثماني ساعات، والانتقال من NP إلى شفط المصباح، أو قياس كمية (التناول / إخراج) المريض، حيث أخذت أسرة المريض على عاتقها تشجيع أو مساعدة المريض في تحقيق هذه الأهداف. كانت العائلة والأصدقاء المقربون أكثر عرضة للتعرف على الاختلافات الطفيفة في الصحة العقلية أو الجسدية للمريض التي قد يفوتها اختصاصيو الرعاية الصحية غير المألوفين إلى حد كبير مع المريض. علاوة على ذلك، في حين أن المتخصصين في الرعاية الصحية موهوبون جدًا في عملهم، فإن وظائفهم بشكل عام محدودة بجدران مرفق الرعاية الصحية، في حين أن أسرة المريض ليست كذلك. يساعد تجنيد عائلة المريض كجزء من فريق الرعاية الصحية في تمكين قدرتهم على مساعدة وإدارة وتقييم شفاء المريض بعد خروجه من مرفق الرعاية الصحية.
أظهرت دراسة أجريت في مستشفى الأطفال بجامعة فيرجينيا أنّ مشاركة المعلومات وإشراك الأسرة في رعاية المريض (عبر نموذج الرعاية المرتكزة على الأسرة الموصوفة سابقًا) له التأثيرات التالية:
- زيادة رضا الموظفين بسبب انخفاض المكالمات الهاتفية من قبل الأمن في الليل
- تحسين اتساق المعلومات المقدمة لأفراد الأسرة
- انخفاض في عبء العمل السريري
- ارتفاع ملحوظ في درجات رضا المرضى على مقياس بريس جاني في مجالات الإقامة وراحة الزوار (93 إلى 98)، والمعلومات المقدمة للأسرة (من 87 إلى 99)، واتجاهات الموظفين تجاه الزوار (من 62 إلى 75)، والسلامة وشعور الأمن في المستشفى (86 إلى 88).[14][15][16][17][18][19][20]

أظهرت دراسة أجريت في ثمانية مستشفيات أن تنفيذ جولات تتمحور حول الأسرة، وهو تدخل لتوحيد التواصل بين العائلات ومقدمي الرعاية الصحية، قلل من معدل الأخطاء الطبية الضارة.
درست دراسة بحثية نُشرت في الدنمارك في عام 2015، تأثير الدعم التمريضي على آباء الأطفال المقبولين في وحدة العناية المركزة للأطفال. نتج عن الدراسة زيادة رضا أولياء الأمور عن الدعم المقدم من قبل الممرضات اللواتي تم تدريبهن مع (NPST)، دليل أداة دعم الوالدين للممرضة.